# 格拉斯瓦利 (內華達州)
格拉斯瓦利（英語：Grass Valley）是位於美國內華達州潘興縣的普查規定居民點。

## 人口
根據2020年美國人口普查的數據，格拉斯瓦利的面積為89.38平方千米，皆為陸地。當地共有人口991人，而人口密度為每平方千米11.09人。